# Du Dương
Du Dương (chữ Hán phồn thể: 榆陽區, chữ Hán giản thể: 榆阳区, âm Hán Việt: Du Dương khu) là một quận thuộc địa cấp thị Du Lâm, tỉnh Thiểm Tây, Cộng hòa Nhân dân Trung Hoa. Quận này có diện tích 7053 ki-lô-mét vuông, dân số năm 2002 là 430.000 người. Về mặt hành chính, quận Du Dương được chia thành 13 trấn, 11 hương.
- Trấn: Trấn Xuyên, Ngưu Gia Lương, Ngư Hà, Thanh Tuyền, Kim Kê Than, Kim Hưng Trang, Ngư Hà 峁, An Nhai, Mã Hợp, Thượng Diêm Loan, Ma Hoàng Lương, Ma Lạp Tố.
- Hương: Cổ Tháp, Đại Hà Tháp, Tiểu Kỷ Hãn, Mạnh Gia Loan, Bổ Lãng Hà, Lưu Thiên Hà, Tiểu Hào Thỏ, Hồng Thạch Kiều, Thanh Vân, Xá Hà Tắc, Thơ Hà.